# Michael Joseph François Scheidweiler

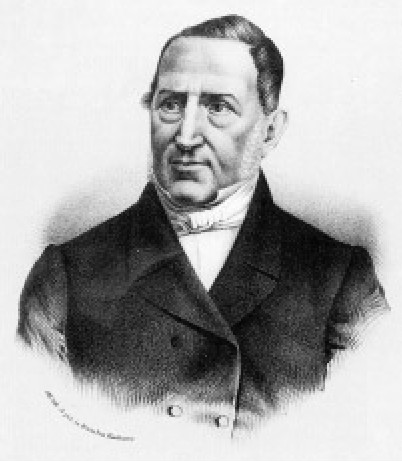
imagem do Michael Scheidweiler.

Prof. Michael Joseph François Scheidweiler (1799 - setembro de 1861), foi um botânico, professor e taxônomo belga de origem germânica, cuja área principal de pesquisa foram as Cactaceae.